# SN 2008bs
SN 2008bs – supernowa typu Ib odkryta 8 kwietnia 2008 roku w galaktyce UGC 4085. W momencie odkrycia miała maksymalną jasność 18,60m.